# Si le soleil ne revenait pas
Pour plus de détails, voir Fiche technique et Distribution.
Si le soleil ne revenait pas est un film franco-suisse réalisé par Claude Goretta, sorti en 1987, adaptation du roman Si le soleil ne revenait pas de l'écrivain suisse Charles Ferdinand Ramuz.

## Synopsis
Un vieil homme qui fait office de sage du village et de rebouteux a recueilli dans ces livres l'information suivante : le soleil va s'amoindrir jusqu'à une date donnée, ce qui marquera sa fin, en effet il ne reviendra pas. Entre les crédules et les insouciants du village, chacun ira de son tempérament pour aménager ou tirer profit de cette situation. Cela génère des tensions et des attentes fortes face auxquelles les autorités habituelles (responsables locaux, figures tutélaires et clergé) vont soit se mobiliser soit faire défaut. Ainsi tous les événements coutumiers que vit un village vont prendre une autre dimension.

## Fiche technique
- Titre français : Si le soleil ne revenait pas
- Réalisation : Claude Goretta
- Scénario : Claude Goretta d'après le roman de Charles Ferdinand Ramuz
- Photographie : Sophie Charrière et Bernard Zitzermann
- Musique : Antoine Auberson
- Production : Jean-Marc Henchoz et Alain Sarde
- Pays d'origine :  Suisse |  France
- Format : Couleurs - 1,85:1 - Dolby Digital
- Date de sortie : 3 septembre 1987

## Distribution
- Charles Vanel : Antoine Anzevui
- Philippe Léotard : Arlettaz
- Catherine Mouchet : Isabelle Antide
- Raoul Billerey
- Claude Evrard
- Gérard Darier
- Jacques Mathou : Cyprien
- Julien Verdier : Martin, père de Cyprien
- René Bériard : Le prêtre
- Marc Brunet
- Philippe Dormoy
- Michèle Gleizer
- Marina Golovine
- Anne Kreis
- Dominique Marcas
- François Rostain
- Madeleine Marie